# 엄선희
엄선희(嚴鮮嬉, 1986년 11월 21일 ~ )는 대한민국 2008 미스코리아 서울 미(美) 출신의 모델이다.

## 이력

### 주요 이력
서울에서 출생하였으며 지난날 한때 전라북도 전주에서 잠시 유아기를 보낸 적이 있는 그녀는 2008 미스코리아 서울 미(美)에 입상하였다.

### 주요 경력
- 2008 미스코리아 서울 美

### 학력
- 이화여자대학교 관현악 학사

## 출연작

### TV 프로그램
- 2008년 MBC 《생방송 화제집중》 ... 리포터
- 2009년 KBS 《퀴즈 대한민국》 ... 퀴즈 도전자
- 2009년 SBS 《놀라운 대회 스타킹》 ... 스타킹 참가자
- 2010년 SBS 《한밤의 TV 연예》 ... 리포터